# Bandeira de Londrina
A Bandeira de Londrina, idealizada por Guilherme de Almeida, foi oficializada pela lei municipal n.º 508 de 27 de novembro de 1959. Sua descrição heráldica é a seguinte: de goles com quatro estrelas equidistantes e centradas de prata, postas em cruz.
A lei municipal nº 3.322/1981, que atualizou a descrição do brasão de Londrina, também autorizava a realização de um novo concurso para escolha de uma bandeira. No entanto, a bandeira permanece a mesma desde a sua adoção em 1959.

## Vexilologia
É descrita da seguinte forma:

Representação alternativa da bandeira, com estrelas em branco, seguindo as convenções tradicionais da heráldica.

- O formato da bandeira segue as mesmas medidas aplicadas a bandeira nacional: 20 módulos por 14 módulos.

- Pavilhão de goles (vermelho) representando a cor da terra, a fertilidade e simboliza o entusiasmo, a coragem e o espírito de luta do povo de Londrina.

- Quatro estrelas de prata equidistantes e centradas de prata, postas em cruz lembrando o Cruzeiro do Sul e aludindo aos quatro continentes de onde vieram os pioneiros fundadores de Londrina. Equidistantes, as estrelas simbolizam ainda, a expansão em todos os sentidos e direções, os braços abertos aos quatro pontos cardeais e ao equilíbrio. As estrelas são de 5 pontas, e são desenhadas inscritas num círculo imaginário de 2,5 módulos de diâmetro. Além disso, as duas estrelas centrais distam verticalmente em um módulo das extremidades do pano.